# میرزاحسن‌کندی
میرزاحسن‌کندی روستایی است که در استان اردبیل، شهرستان مشگین‌شهر، بخش مرادلو، دهستان صلوات قرار دارد.

## جمعیت
بر اساس سرشماری سال ۱۳۸۵ جمعیت این روستا ۲۰۲ نفر با ۴۸ خانوار بوده‌است.